# سامی جاسم
سامی جاسم (انگلیسی: Sami Jasem Al-Dosari؛ زادهٔ ۱۱ مارس ۱۹۶۵) بازیکن فوتبال اهل عربستان سعودی بود.
از باشگاه‌هایی که در آن بازی کرده‌است می‌توان به باشگاه فوتبال الاتفاق اشاره کرد.
وی همچنین در تیم ملی فوتبال عربستان سعودی بازی کرده‌است.